# М'ягкий Віктор Іванович
М'ягкий Віктор Іванович — радянський український актор театру і кіно, театральний режисер. Заслужений діяч мистецтв УРСР (1960).

## Життєпис
Народ. 28 вересня 1918 р. в Києві. Закінчив студію при Київському російському драматичному театрі ім. Лесі Українки (1941, майстерня К. Хохлова). Виступав на сцені (1938—1958), був директором цього театру (1958—1962), директором Одеського українського музично-драматичного театру ім. Жовтневої революції (1963—1970), Одеського цирку (1971—1977), а з 1978 р. — очолив Одеський театр юного глядача ім. М. Островського.

## Фільмографія
- 1946: «Центр нападу» / Центр нападения — епізод
- 1954: «Земля» / Земля — капрал
- 1954: «Тривожна молодість» / Тревожная молодость — епізод
- 1955: «Мати» / Мать — епізод
- 1956: «Діти сонця» (фільм-спектакль) / Дети солнца — Борис Миколайович Чепурний
- 1956: «Коли співають солов'ї» / Когда поют соловьи — Олександр Іванович, секретар райкому
- 1956: «Коні не винні» / Кони не виноваты (к/м) — Антоша
- 1957: «Борець і клоун» / Борец и клоун — суддя
- 1958: «Сашко» / Сашко — директор школи
- 1960: «Далеко від Батьківщини» / Вдали от Родины — Карл Еверс
- 1960: «Звичайна історія» / Обыкновенная история — епізод
- 1961: «Артист із Коханівки» / Артист из Кохановки — Левко
- 1962: «Королева бензоколонки» / Королева бензоколонки — товариш Борщ
- 1968: «День ангела» / День ангела — пасажир
- 1969: «Небезпечні гастролі» / Опасные гастроли — одеський комерсант
- 1970: «Між високими хлібами» / Меж высоких хлебов — епізод
- 1970: «Севастополь» / Севастополь — Головізін капітан 2-го рангу
- 1970: «Чортова дюжина» / Чёртова дюжина — епізод
- 1971: «Море нашої надії» / Море нашей надежды — епізод
- 1972: «Останній гайдук» / Последний гайдук — епізод
- 1975: «Повітроплавець» / Воздухоплаватель — епізод
- 1975: «Розповідь про просту річ» / Рассказ о простой вещи — епізод
- 1976: «Чарівне коло» / Волшебный круг (т/ф) — Кальвіні
- 1976: «Місто з ранку до опівночі» / Город с утра до полуночи — Соколовський, академік
- 1976: «Ніхто, крім тебе» / Nimeni în locul tău (Молдова-фільм) — епізод
- 1977: «Чарівний голос Джельсоміно» / Волшебный голос Джельсомино — епізод
- 1978: «Квартет Гварнері» / Квартет Гварнери — консул
- 1978: «По вулицях комод водили» / По улицам комод водили — директор театру
- 1980: «Клоун» / Клоун — директор